# 聖安東尼奧伊洛特南戈
15°3′16″N 91°13′46″W / 15.05444°N 91.22944°W
聖安東尼奧伊洛特南戈（西班牙語：San Antonio Ilotenango），是危地馬拉的城鎮，位於該國中西部，由基切省負責管轄，面積80平方公里，海拔高度1,882米，2002年人口17,204，人口密度每平方公里215.05人。